# 문주란
문주란(文珠蘭)은 수선화과의 여러해살이풀로 학명은 Crinum asiaticum이다.

## 특징
"아름다운 구슬처럼 생긴 난초"라는 뜻의 이름과 다르게 난초과가 아닌 수선화과에 속한다. 상록의 여러해살이풀로서 줄기는 굵고 크며 곧게 서는데, 높이는 50cm 정도다. 여름이 되면 잎겨드랑이에서 높이 30~80cm 되는 굵고 다소 편평한 꽃줄기가 비스듬히 뻗어 나와 희고 향기 있는 여러 개 꽃이 취산꽃차례를 이루면서 달린다. 꽃덮이조각은 가늘고 윗부분은 거꾸로 말리는데, 밑부분은 서로 붙어서 가는 통 모양을 하고 있다. 열매는 공 모양의 삭과로 익으면 바닷물에 뜬다. 피부병 치료와 노화 방지에 효과가 있어 화장품 원료로 사용한다.

## 한국의 천연기념물
주로 제주도에서 자란다. 제주특별자치도 제주시 구좌읍에 있는 제주 토끼섬 문주란 자생지는 대한민국의 천연기념물 제19호로 지정되어 있다.

## 재배 및 관리
밭흙, 부엽, 강모래를 4대 4대 2의 비율로 혼합해서 배수가 잘 되는 배양토를 만들어 사용한다. 재배 가능한 북방한계선이 제주도 토끼섬이므로, 내륙에서의 옥외 월동은 불가능하고 온실이나 실내에서만 재배할 수 있다. 반그늘에서 잘 자라고, 환기를 잘 해주는 것이 중요하다. 분구나 씨뿌리기로 번식시킬 수 있다. 씨는 몇 개 맺히지 않지만 발아력이 좋아 오랫동안 건조시켜도 쉽게 발아한다.

## 같이 보기
- 제주 토끼섬 문주란 자생지